# Entre Ambos-os-Rios, Ermida e Germil
Entre Ambos-os-Rios, Ermida e Germil (llamada oficialmente União das Freguesias de Entre Ambos-os-Rios, Ermida e Germil) es una freguesia portuguesa del municipio de Ponte da Barca, distrito de Viana do Castelo.

## Historia
Fue creada el 28 de enero de 2013 en aplicación de una resolución de la Asamblea de la República de Portugal promulgada el 16 de enero de 2013 con la unión de las freguesias de Entre Ambos-os-Rios, Ermida y Germil, pasando su sede a estar situada en la antigua freguesia de Entre Ambos-os-Rios.

## Demografía
| Gráfica de evolución demográfica de Entre Ambos-os-Rios, Ermida e Germil entre 2011 y 2021 |
|                                                                                            |
| Datos según el nomenclátor publicado por el INE portugués.                                 |